# Dorylinae
Dorylinae Forel, 1893 è una sottofamiglia di formiche, comunemente note come formiche legionarie o formiche nomadi.

## Descrizione

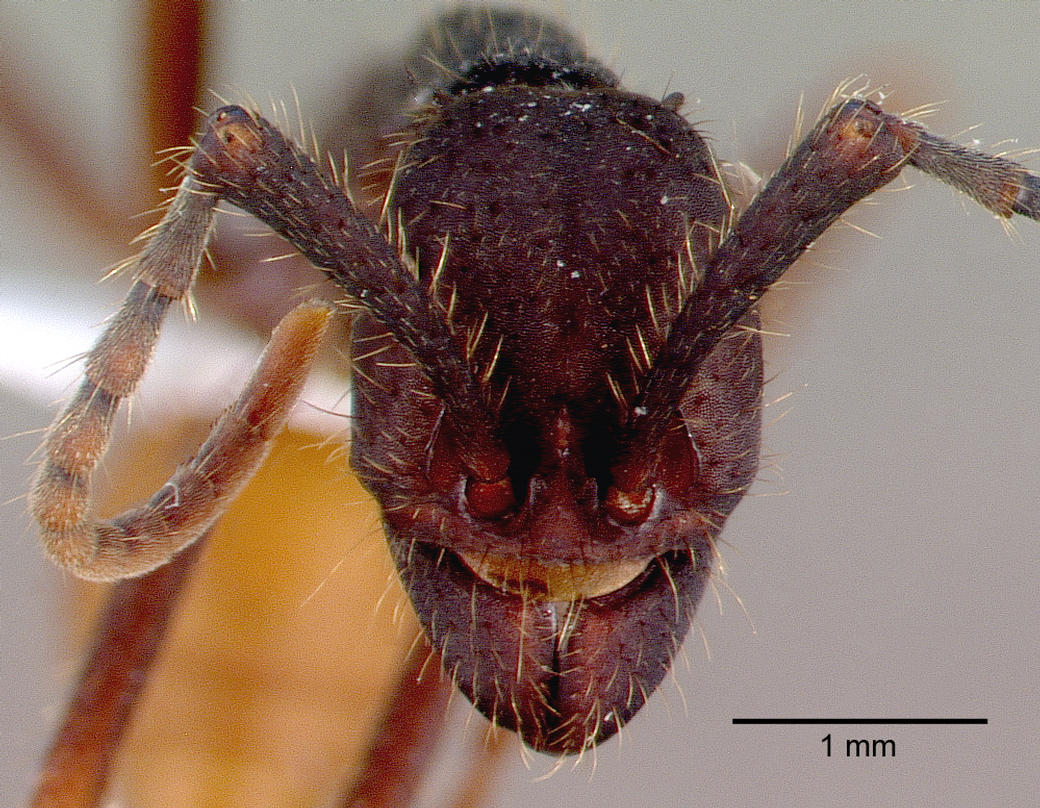
Primo piano di operaia di Eciton burchellii

Le operaie di questa sottofamiglia sono in genere prive di occhi o hanno occhi molto piccoli, ridotti ad un singolo ommatide; presentano un clipeo molto stretto, con inserzione delle antenne prossima al margine anteriore della testa; pronoto e mesonoto sono fusi a formare un'unica struttura; il pigidio è semplice; sono inoltre dotate di pungiglione.

## Biologia
Le colonie di formiche legionarie non realizzano un nido permanente e alternano fasi di migrazione con fasi sedentarie. Durante queste ultime, la colonia costruisce un nido temporaneo, detto "bivacco", in cui la regina depone le uova. Una volta che le uova deposte si sono sviluppate in esemplari adulti, la colonia abbandona il bivacco e rientra in una fase di migrazione, durante la quale forma impressionanti colonne che raggruppano milioni di individui. Durante le fasi migratorie predano ogni tipo di invertebrati incontrati sul loro cammino, con una preferenza per i bruchi di lepidotteri, ma di fatto adattandosi a qualunque preda risulti abbondante in un dato habitat, compresi coleotteri, blatte e ragni. Integrano inoltre la loro dieta con fiori, frutti e semi.

Il loro passaggio causa spesso un fuggi-fuggi di ogni genere di artropodi, di cui approfittano una serie di organismi opportunisti tra cui diverse specie di uccelli e piccoli primati (Callithrix spp).

## Tassonomia
Considerata in passato una sottofamiglia monotipica cui apparteneva il solo genere Dorylus, i confini della sottofamiglia sono stati recentemente ridisegnati includendovi specie in precedenza inquadrate nelle sottofamiglie Aenictinae, Aenictogitoninae, Cerapachyinae, Ecitoninae e Leptanilloidinae.
La sottofamiglia comprende i seguenti generi:
- Acanthostichus Mayr, 1887 (24 specie)
- Aenictogiton Emery, 1901 (7 spp.)
- Aenictus Shuckard, 1840 (217 spp.)
- Cerapachys Smith, 1857 (5 spp.)
- Cheliomyrmex Mayr, 1870 (4 spp.)
- Chrysapace Crawley, 1924 (3 spp.)
- Cylindromyrmex Mayr, 1870 (13 spp.)
- Dorylus Fabricius, 1793 (127 spp.)
- Eburopone Borowiec, 2016 (1 sp.)
- Eciton Latreille, 1804 (12 spp.)
- Eusphinctus Emery, 1893 (2 spp.)
- Labidus Jurine, 1807 (7 spp.)
- Leptanilloides Mann, 1923 (19 spp.)
- Lioponera Mayr, 1879 (74 spp.)
- Lividopone Bolton & Fisher, 2016 (1 sp.)
- Neivamyrmex Borgmeier, 1940 (128 spp.)
- Neocerapachys Borowiec, 2016 (2 spp.)
- Nomamyrmex Borgmeier, 1936 (2 spp.)
- Ooceraea Roger, 1862 (13 spp.)
- Parasyscia Emery, 1882 (51 spp.)
- Simopone Forel, 1891 (39 spp.)
- Sphinctomyrmex Mayr, 1866 (3 spp.)
- Syscia Roger, 1861 (5 spp.)
- Tanipone Bolton & Fisher, 2012 (10 spp.)
- Vicinopone Bolton & Fisher, 2012 (1 sp.)
- Yunodorylus Xu, 2000 (4 spp.)
- Zasphinctus Wheeler, 1918 (23 spp.)

### Alcune specie

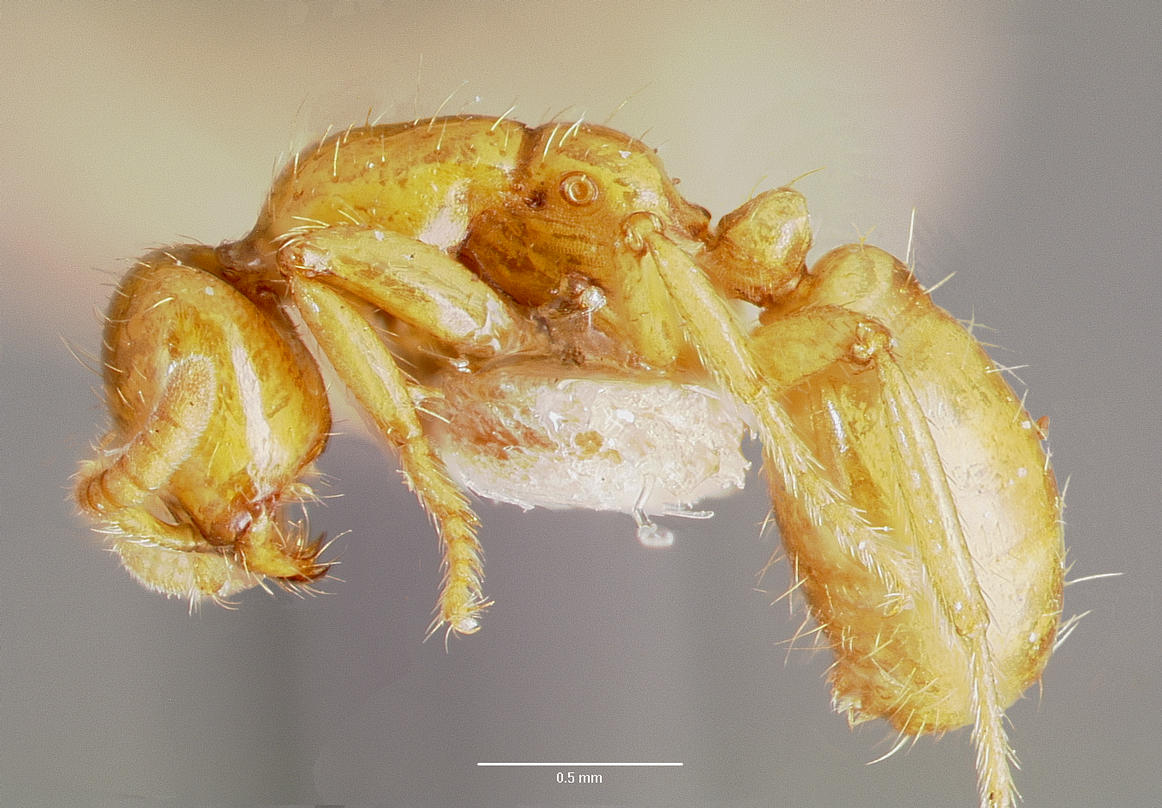
Cheliomyrmex megalonyx
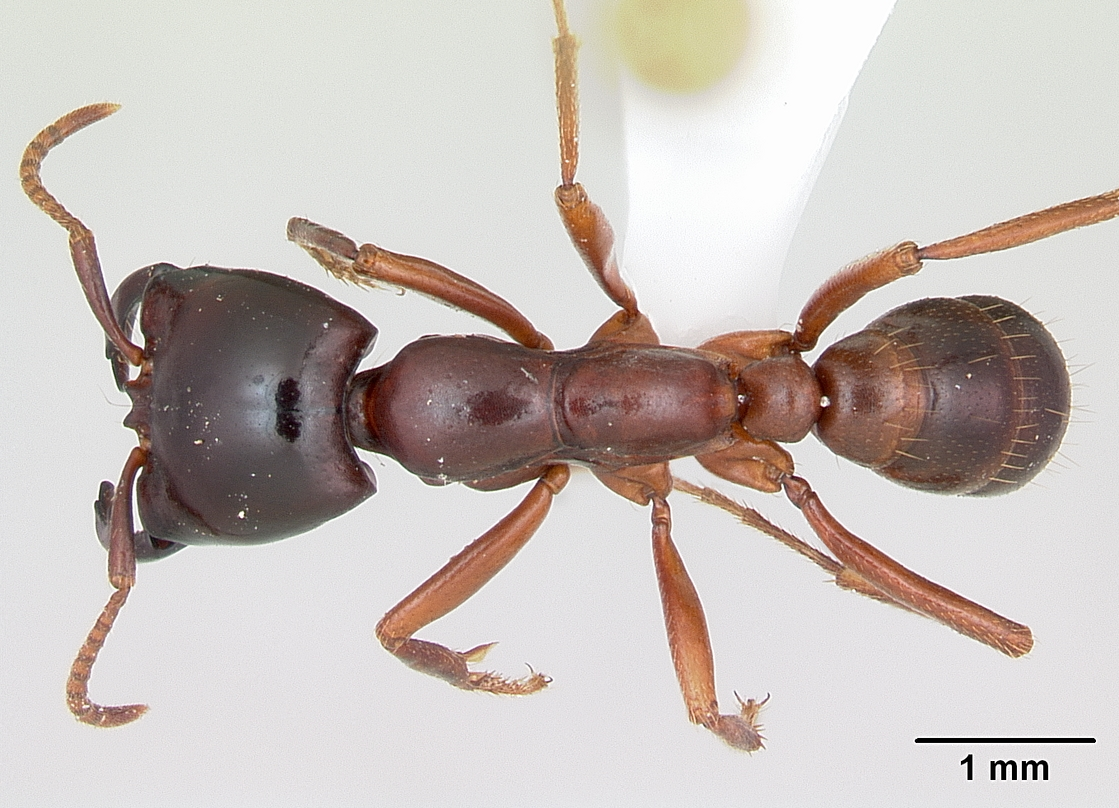
Dorylus gribodoi
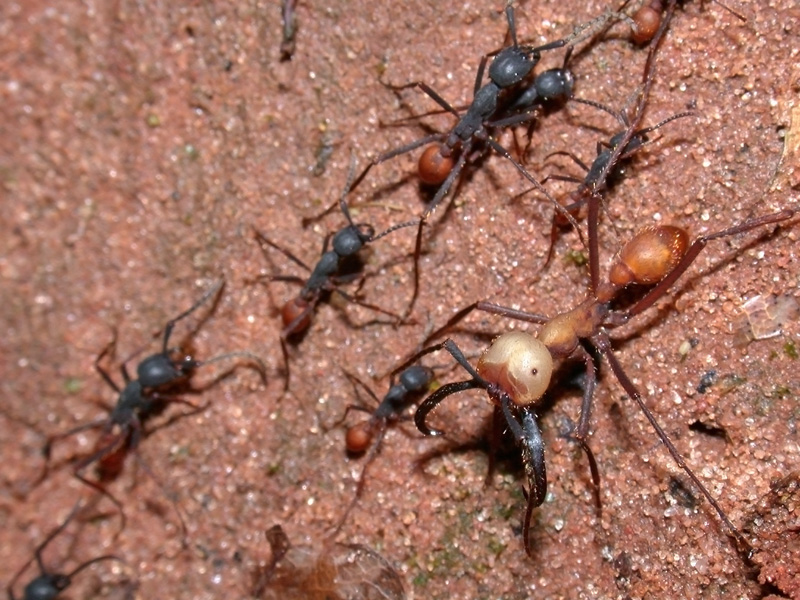
Eciton burchellii
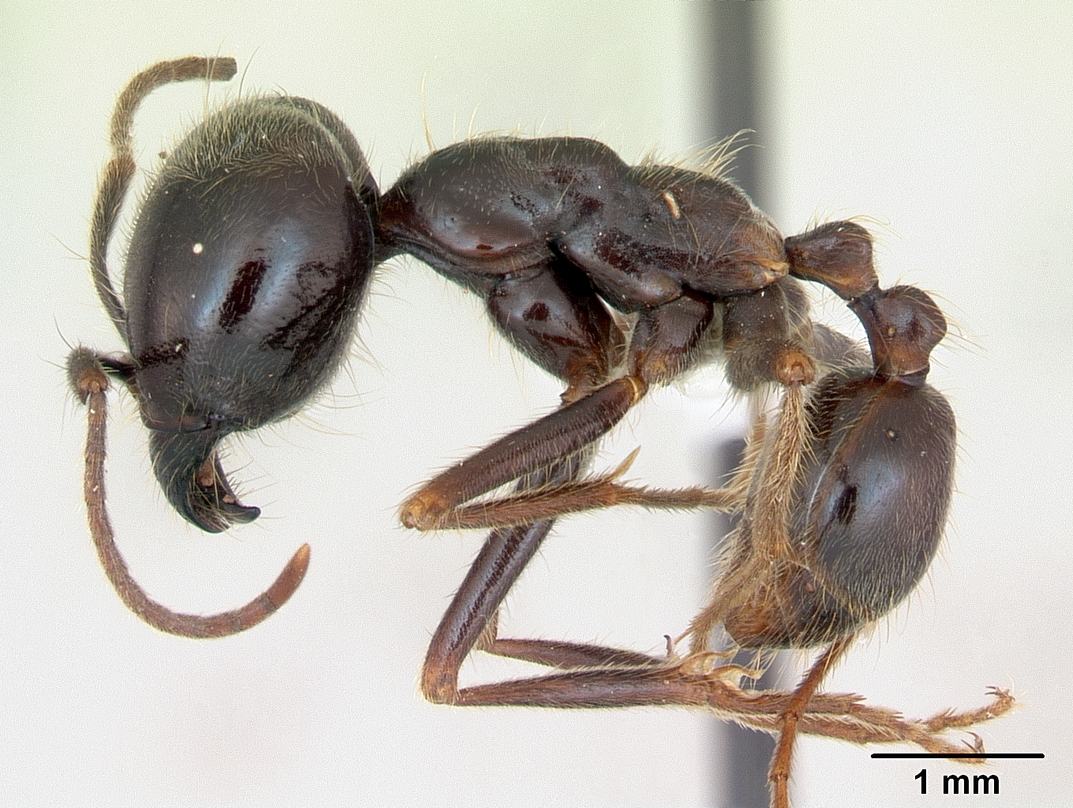
Labidus praedator
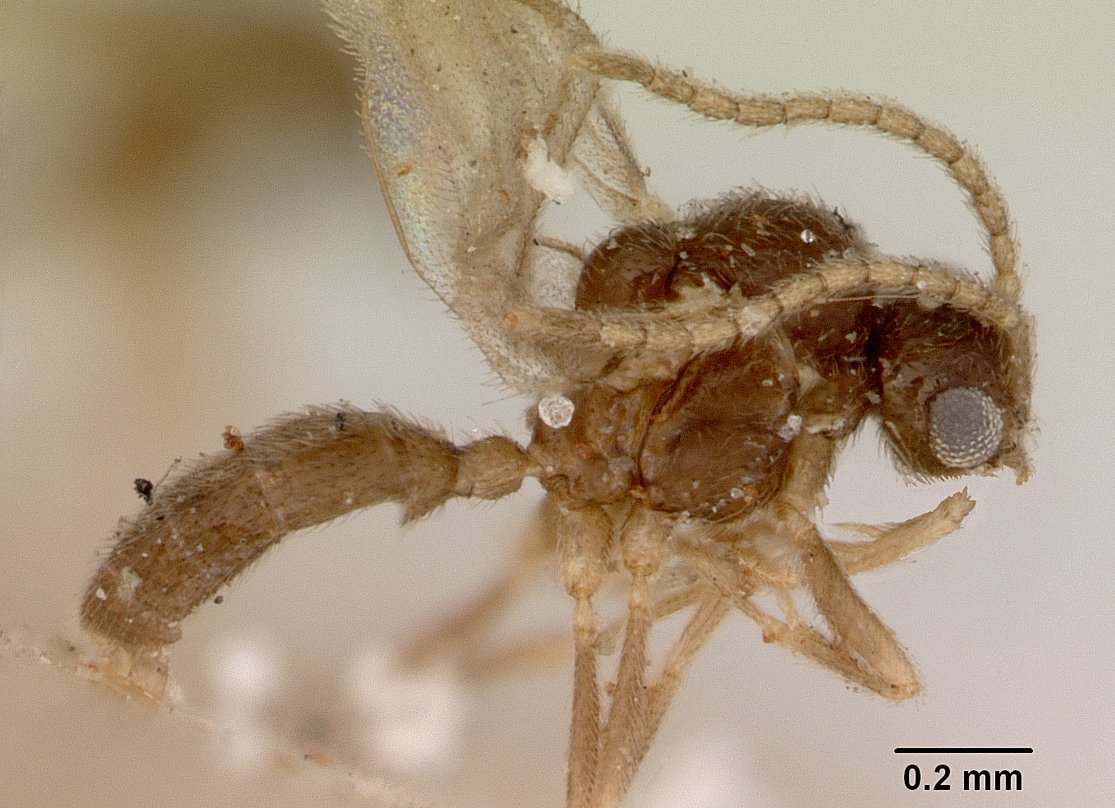
Leptanilloides golbachi